# Инфлайт-журнал

Выпуск Navi, инфлайт- журнала бизнес-класса Air Canada.

Инфлайт-журнал — бесплатный журнал, распространяемый авиакомпанией в самолёте или в зале ожидания аэропорта.

## Обзор
Многие авиакомпании или несколько ключевых компаний, создающих контент, выпускают инфлайт-журналы, в которых содержится подробная информация об их флоте, а также статьи о направлениях или другая информация о путешествиях и туризме.
Инфлайт-издания и средства массовой информации занимают нишу в журнальной индустрии. Авиакомпании контролируют расходы на распространение, а данные о читательской аудитории исходят из существующего пассажиропотока. Большинство авиакомпаний используют внешних издателей для выпуска своих журналов, и Ink в настоящее время ведущая мировая компания в этом секторе. 
Согласно недавнему опросу Harris Poll, 94 % деловых пассажиров читают инфлайт- журналы, при этом среднее время чтения на рейс составляет 30 минут, согласно исследованию Arbitron 2009 года. Несмотря на проблемы, с которыми сталкивается издательская индустрия, это здоровый сектор. В среднем, инфлайт-журналы пострадали меньше, чем традиционные журналы в целом.
В то время как качество инфлайт-журналов варьируется от перевозчика к перевозчику, их читательская аудитория привлекает рекламодателей из всех секторов, включая производителей предметов роскоши, автомобилей, косметических и модных брендов, а также глобальных направлений.

## История и эволюция
Первым инфлайт-журналом был журнал авиакомпании Pan American World Airways, тогда как самым долгоживущим инфлайт-журналом был Holland Herald компании KLM, впервые опубликованный в январе 1966 года. В настоящее время существует более 150 наименований инфлайт-журналов.
Более того, с момента появления цифровых технологий некоторые ключевые авиакомпании теперь предлагают журналы для чтения в цифровом виде с помощью приложений для планшетных компьютеров или через Интернет.

## Похожие журналы
Подобно инфлайт-журналам, некоторые железнодорожные компании предлагают сопоставимый продукт в своих поездах дальнего следования, например журнал mobil от Deutsche Bahn или журнал Rail Bandhu Индийских железных дорог. Этот журнал также распространяется через сиденья легковых автомобилей.